# Sloga Doboj
Lo Rukometni klub Sloga - Doboj è una squadra di pallamano maschile bosniaca, con sede a Doboj.

## Palmarès

### Trofei nazionali
- Campione di Bosnia ed Erzegovina: 1
  - 2012.
- Coppa della Bosnia ed Erzegovina: 2
  - 2005, 2006.